# Castell de Senningen
El Castell de Senningen (en luxemburguès: Sennenger Schlass; en francès: Château de Senningen), es troba a 1 km de la vila de Senningen a l'oest de la comuna de Niederanven a uns 11 quilòmetres de la ciutat de Luxemburg en el Gran Ducat de Luxemburg. Avui dia és utilitzat per l'Estat per a reunions oficials.

## Història
Al segle xvii Alexandre Wiltheim, va ser el propietari, pertanyent a una de les famílies més notables de Luxemburg i empresaris de molins de farina i d'oli, ells van ser impulsats pel ràpid creixement de Senningen. Durant el segle xviii, sota la propietat de l'immigrant francès Pierre Bourgeois, les instal·lacions es van convertir en una fàbrica de paper. Després d'un incendi el 1750, el molí va ser renovat i construïda una residència a la vora. La producció de paper va assolir el seu apogeu a mitjan segle xix, quan Jacques Lamort es va fer propietari del molí. Tanmateix, com a resultat de problemes econòmics, el molí es va tancar definitivament el 1882. El mateix any, va ser comprat per Ernest Derveaux qui va demolir el molí i va transformar la residència del propietari al castell neogòtic actual. Derveaux també va agregar un llac amb una font i va realitzar un parc al voltant, amb plantes i arbres ornamentals.
De 1940 a 1944, els nazis van utilitzar el castell com una clínica de repòs per a artistes. El 1952, l'exèrcit de Luxemburg el va utilitzar per a un dels seus batallons, fins a 1968, quan l'Estat ho va convertir en un centre de telecomunicacions. Més tard va ser usat com a centre de conferències amb una sala de premsa i cabines per als intèrprets. Va resultar especialment útil per a reunions organitzades durant les dues presidències de Luxemburg a la Unió Europea de la dècada de 1990. El treball addicional de renovació es va completar en el 2004.